# خليل البصير
خليل البصير (1112 - 1176 ه‍ـ / 1700 - 1762 م) هو أديب نحوي وشاعر من أهل الموصل.
هو خليل البصير بن علي بن إسماعيل بن إبراهيم بن داود بن شمس الدين محمد الباهر الموصلي من أسرة آل الفخري الحسينية الأعرجية. ولد بالموصل ونشأ كفيفا. رحل إلى حلب والرها والعراق وأوربة. كان شاعراً وله أراجير بالتركية والفارسية والعربية. من أراجيزه المعروفة «الملحمة» في وصف حصار نادر شاه للموصل وهي بالعربية. نشرها سعيد الديوه جي في مجلة المجمع العلمي العراقي، وأرجوزة في النحو سماها «الدرر المنظومة والصرر المختومة» حققها عماد عبد السلام رؤوف ونشرها في مجلة المجمع العلمي العراقي أيضاً. توفي بالموصل.